# Jean de Crèvecoeur

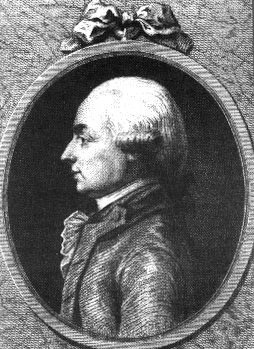
Jean de Crèvecoeur

Michel-Guillaume Jean de Crèvecoeur, anglisiert Hector St. John de Crevecoeur, (* 31. Januar 1735 in Caen, Frankreich; † 12. November 1813 in Sarcelles, Paris) war ein französisch-amerikanischer Schriftsteller.

## Leben
Crèvecoeur diente 1754 in der französischen Kolonialmiliz in Kanada und arbeitete später als Landvermesser. 1765 wurde er Bürger der Provinz (später Staat) New York und erwarb eine große Farm in deren Hinterland. Dort verfasste er in amerikanischem Englisch Essays und Erzählskizzen; eine Auswahl wurde 1782 unter dem Titel Letters from an American Farmer in London veröffentlicht.
Der Amerikanische Unabhängigkeitskrieg zwang ihn 1780 zur Rückkehr nach Europa. Über Großbritannien erreichte er schließlich Frankreich, wo er Verbindung zu seinem Vater Armand de Crèvecoeur aufnahm. In Paris veröffentlichte er 1784  Lettres d'un Cultivateur Américain, eine französische Fassung seines „Amerikanischen Farmers“, die sich in Stil und Ausdruck stark von der englischen Vorlage unterscheidet (1787 folgte eine erweiterte Neuauflage). Die englische und mehr noch die französische Fassung machten Crèvecoeur zum bekanntesten amerikanischen Autor seiner Zeit. Innerhalb weniger Jahre erschienen deutsche und niederländische Übersetzungen seiner „Briefe eines amerikanischen Landmanns“.
Leser in vielen europäischen Ländern erfuhren durch Crèvecoeur zum ersten Mal von charakteristischen Elementen eines neuen Amerikabilds – vom Leben an der westlichen Grenze der Besiedlung („frontier“), vom „Schmelztiegel“, der Vermischung von Einwanderern aus unterschiedlichen europäischen Ländern zu einem neuen Menschenschlag von Amerikanern („What is an American?“) und von dem „amerikanischen Traum“, sich durch eigene Arbeit aus einfachen Anfängen zu Wohlstand und Erfolg hochzuarbeiten – ohne Rücksicht auf die Standesunterschiede, wie sie für Europa und seine feudalistischen Staaten typisch waren.
Als französischer Konsul kehrte er 1783, nach dem Frieden von Paris in die Vereinigten Staaten zurück. Als solcher residierte Crèvecoeur, da sein Besitz vollkommen zerstört war, in New York. Während eines Frankreichaufenthalts erlebte er 1789 den Beginn der französischen Revolution. Sein Versuch, wieder in die USA auszureisen, scheiterte 1794, als ihm James Monroe, der neue amerikanische Botschafter in Paris, die nötige Unterstützung versagte. Crèvecoeur zog sich auf den familiären Besitz bei Sarcelles zurück. Hier entstanden dann auch erste Vorarbeiten zu seinem Spätwerk, das 1801 unter dem Titel „Voyage dans la Haute Pensylvanie et dans l'état de New York“ erschien. Bereits im darauffolgenden Jahr erschien eine, allerdings gekürzte, deutsche Übersetzung; eine englische Übersetzung wurde erst 1964 veröffentlicht.
Crèvecoeur veröffentlichte seine Briefe auf Englisch unter dem Pseudonym John Hector St. John, dem Namen, unter dem er ursprünglich in New York eingebürgert wurde. Dieses Werk ist eine der bedeutendsten literarischen Quellen zum kolonialen Alltagsleben und zum Entstehen der amerikanischen Nation.
Seit 1783 war er Mitglied der Académie des sciences in Paris.
Am 12. November 1813 starb Michel-Guillaume Jean de Crèvecoeur im Alter von 78 Jahren in Sarcelles.

## Werke
- The divided loyalist.
- Letters from an American Farmer. 1782.
- Lettres d’un Cultivateur Américain. 1784; erweitert 1787.
- Voyage aux grandes salines tyrolliennes de Reichenhall. 1808.
- Voyage dans la Haute Pensylvanie et dans l’état de New York. 1801.
- Sketches of Eighteenth-Century America. 1925 aus dem Nachlaß veröffentlicht.